# José Cubero Gabardón
José Cubero Gabardón (Baena, 1818-Málaga, 1877) fue un escultor español.

## Biografía
Escultor nacido en la localidad cordobesa de Baena, se consagró a la ejecución de figuritas de barro, que consiguieron gran aceptación en España y fuera de dicho país. Dos de ellas, Un majo sevillano y Retrato de Montes, figuraron en la Exposición Universal de París de 1878. Habría nacido en 1818 y fallecido en 1877, en Málaga.